# Масловський Опанас Федорович
Опанас Масловський (*1740, Церковище Київського полку Війська Запорозького Городового —†25 квітня 1804, Київ) — український шляхтич, доктор медицини, організатор медичної справи на Гетьманщині та в Російській імперії. Укладач популярного підручника з медицини для широкого користування та перший викладач Медичної кляси Києво-Могилянської академії. Організатор першої в Україні психо-неврологічної лікарні (Кирилівської) та первинної медичної освіти у духовних семінаріях. Автор оригінальних і перекладних праць з хірургії, ботаніки, лікувальної дієти, офтальмології, акушерства та інфекційних хвороб. Писав латинською, німецькою та російською мовою. 

## Життєпис
Народився у 1740 році у с. Церковище Київського полку (сучасної Чернігівської області). Народився у сім'ї станових козаків-шляхтичів. 
1769 закінчив клас риторики Києво-Могилянської академії і під час набору учнів для вивчення медицини виявив бажання вивчати лікарську науку. Після складання іспиту з латинської мови у квітні 1770 року зарахований до Московської госпітальної школи, початок навчання в якій для нього збігся з епідемією чуми в Москві (1770—1772). На боротьбу з хворобою були мобілізовані всі медики міста. Масловський спочатку працював у госпіталі на Віденських горах, на карантинній заставі, а потім у лікарні для хворих на чуму під керівництвом Д. Самойловича. Сам переніс чуму. У 1772 році у званні підлікаря служив в армії на Дніпровській лінії, де знову брав участь у боротьбі з чумою.
Склавши у 1774 році лікарський іспит, продовжував служити в армії, з 1781 року — у Києві, на Гетьманщині. За успішну лікарську діяльність, за ліквідацію цинги в гарнізонах Дніпровської лінії, а також за переклад російською мовою підручника з хірургії  1784 дістав звання штаб-лікаря. У грудні цього ж року Санкт-Петербурзькою державною медичною колегією Масловського призначено на посаду губернського лікаря в Київ, з яким пов'язаний майже 20-літній період його діяльності. У київський період діяльності Масловський став одним із найкращих організаторів медичної справи в Україні у XVIII ст.
Він — ініціатор створення в Києві цивільних лікарень, зокрема першої в Україні психіатричної — Кирилівської у 1789 році та дитячої інфекційної у приватному будинку Башилова на Печерську у 1787 році. Остання, яку сам очолив, стала першим віспяним шпиталем в Україні. Після реформи в управлінні медичною справою і створення у 1797 р. в губернських центрах лікарських управ обійняв посаду акушера Київської губернської лікарняної управи. 
Наприкінці 1798 року Опанаса Масловського призначено інспектором (керівником) Орловської лікарської управи, де він уклав перший на Московщині губернський медично-санітарний опис, 1801 він повернувся до України і очолив новостворену Київську губернську лікарську управу. Масловський став першим в Україні практичним лікарем, що, не навчаючись в університеті Німеччини, захистив у Російській імперії докторську дисертацію. Стає 1802 першим у Російській імперії практикуючим лікарем, призначений почесним членом Санкт-Петербурзької державної медичної колегії.
Опанас Масловський з 1802 до 1804 року був викладачем і першим у Києві професором медицини у створеному з його ініціативи «медичному класі» Києво-Могилянської академії. За свідченням, поданим митрополиту Київському і Галицькому Серапіону префектом Києво-Могилянської академії й учителем філософії І. Логановським, викладання медицини учням проводилось «… с хорошим поясненіем, с надлежащим прилежаніем и с пользой для учащихся». 
Масловський — автор оригінальних і перекладних праць з хірургії, ботаніки, офтальмології, акушерства та інфекційних хвороб.

## Твори
- «Систематичний опис рослин», 1798 (латинською мовою)
- «Про випадіння матки після пологів», 1798 (німецькою мовою)
- «Наставленіе, какъ пользовать домашними самыми дешевыми лекарствами больныхъ, страждающих ломотою в рукахъ или въ ногахъ с опухолью или безъ опухоли...», 1808 (російською мовою)